# Bora Lüftungstechnik
Bora Lüftungstechnik GmbH (BORA) er en tysk producent af køkkenudstyr. Virksomheden har hovedkvarter i Raubling, Bayern.. De producerer bl.a. ovne og emhætter.
Virksomheden blev etableret i 2007 af Willi Bruckbauer, der navngav den Bora Lüftungstechnik GmbH.